# Галайки
Гала́йки — село в Україні, у Тетіївській міській громаді Білоцерківського району Київської області. Розташоване на обох берегах річки Молочна (притока Росі) за 17 км на схід від міста Тетіїв. Населення становить 486 осіб (станом на 1 липня 2021 р.).

## Історія
За місцевим переказом, назва села походить від козака Галая. Село почало суттєво розростатись у 17 столітті, тому 1637 року тут було збудовано першу церкву, Нову церкву на місці старої збудували 1734 року, а 1795 року збудували нову церкву Воздвиження Чесного Хреста, яку було зруйновано 1937 року.
До 1796 року Галайки належали поміщику Острозькому, а 1796 року село купив Йосиф Руліковський. Він 1839 року віддав село у посаг зятю Станіславу Абрамовичу. Нащадки Абрамовича володіли селом до 1917 року.
1918 року було створено сільську раду. 1924 року було влаштовано хату-читальню та клуб «Просвіта».
З липня 1941 по 1 січня 1943 року село було окуповане нацистами.
2001 року у селі збудовано церкву Свв. Костянтина та Олени. 2006 року проведено капітальний ремонт ФАПу, перетвореного на амбулаторію загальної практики сімейної медицини. Амбулаторія обслуговує села Галайки, Григорівку, Софіпіль, Черепин та Черепинку. 2007 року у приміщенні школи відкрито дитячий садок.
У Галайках діють школа і дитячий садок, будинок культури, бібліотека, амбулаторія, пошта, філія ощадбанку та 4 магазини.
З 2007 року у Галайках діє ферма «Бабині кози», що вирощує кіз та виробляє сир та інші продукти з козячого молока. Це сприяє розвитку у селі зеленого туризму, сюди приїздять екскурсії з Києва. З 2018 року в інтернеті діє сільська група "Наші Галайки і Софіпіль".

## Населення

### Мова
Розподіл населення за рідною мовою за даними перепису 2001 року:
| Мова       | Відсоток |
| ---------- | -------- |
| українська | 98,85%   |
| румунська  | 0,82%    |
| російська  | 0,33%    |

## Галерея

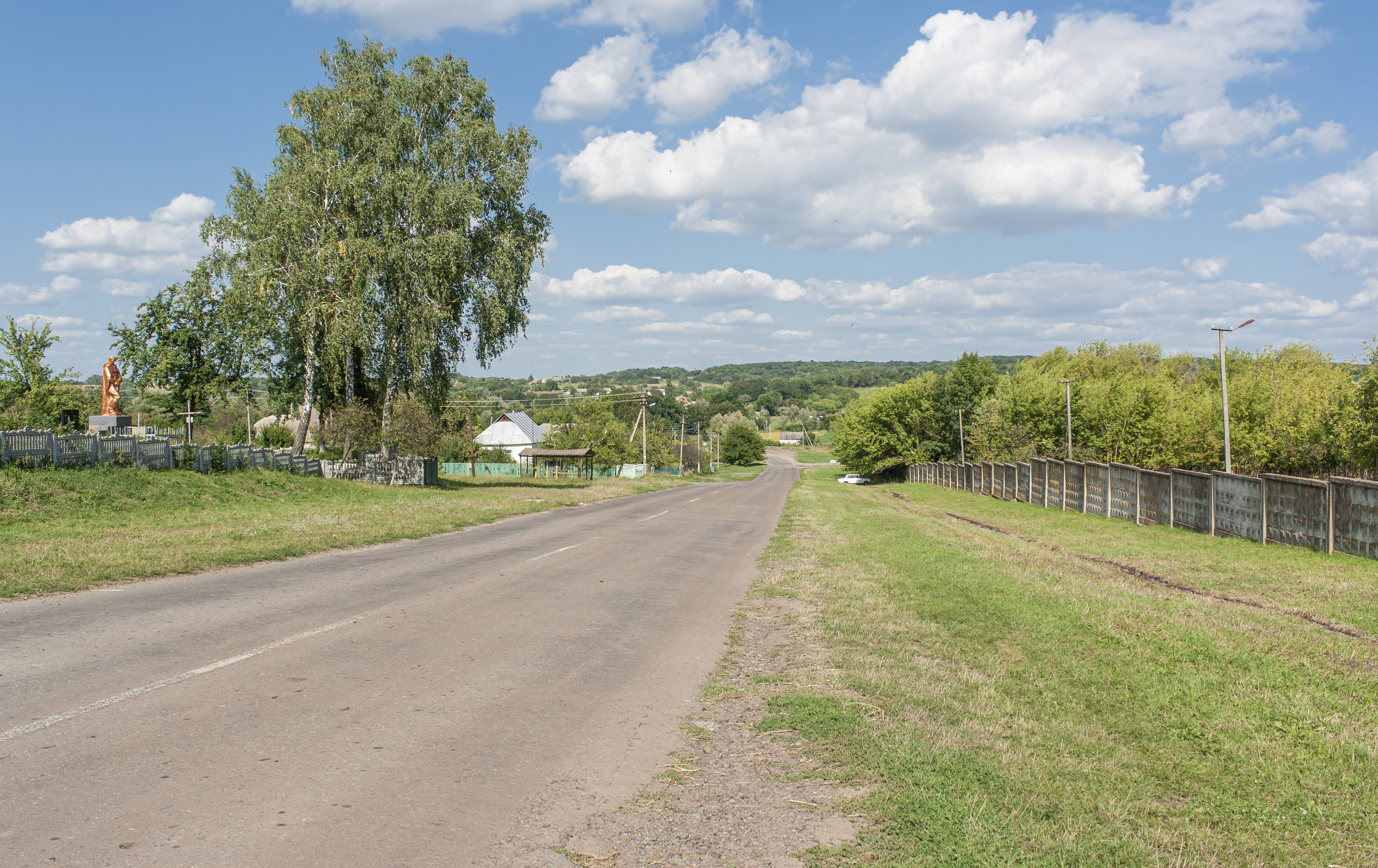
В'їзд у село
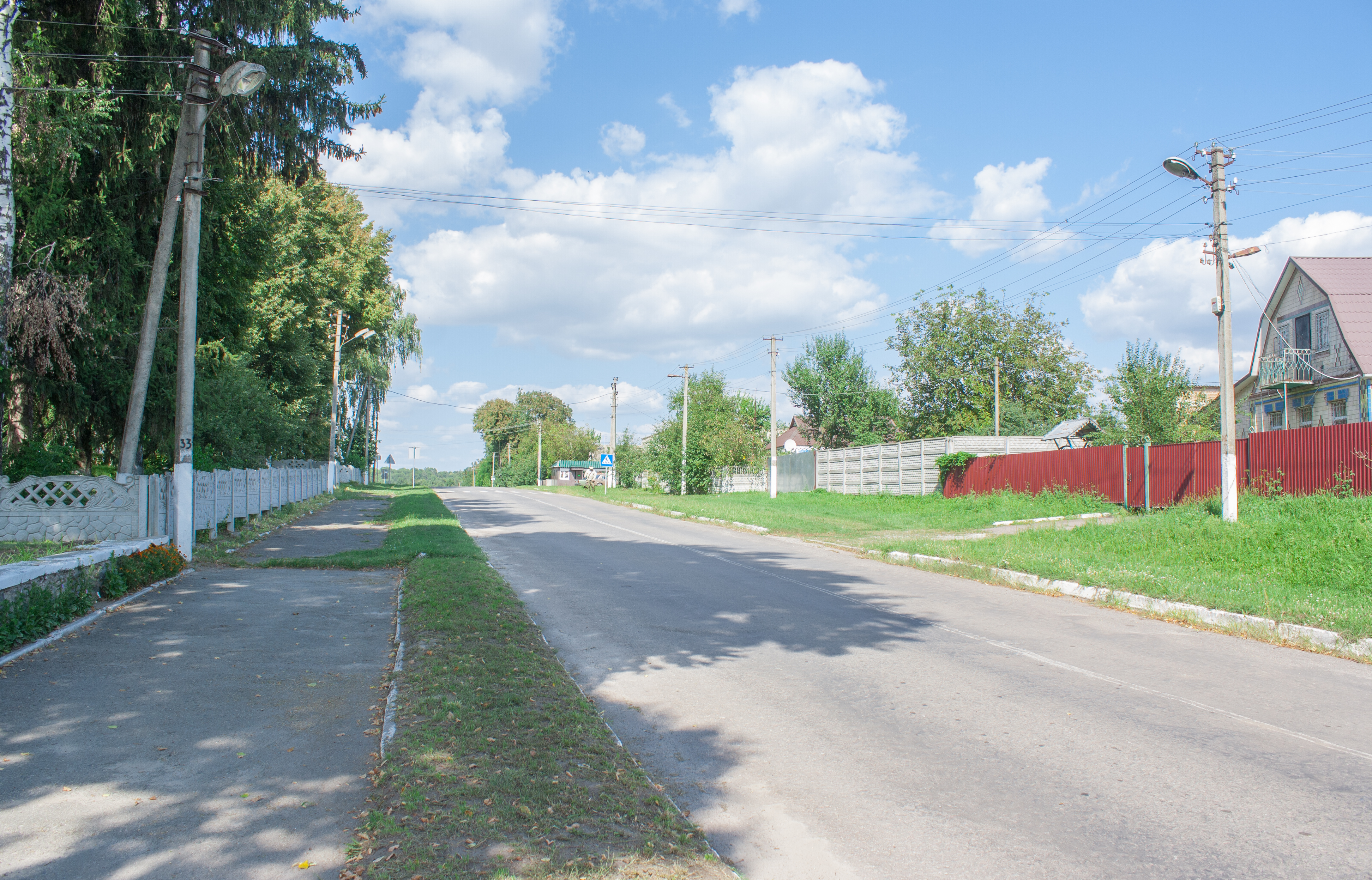
Вулиця Центральна
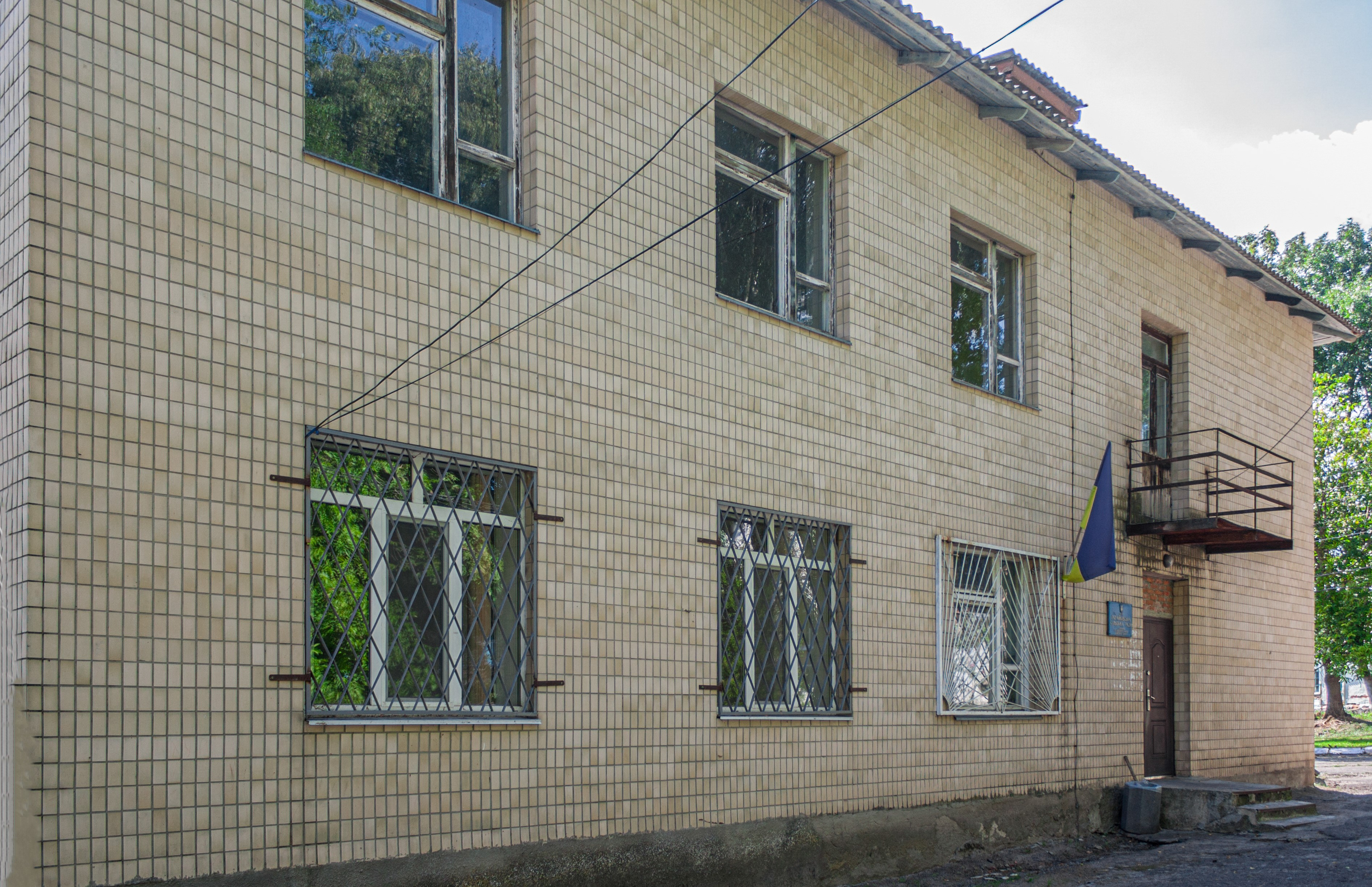
Сільська рада
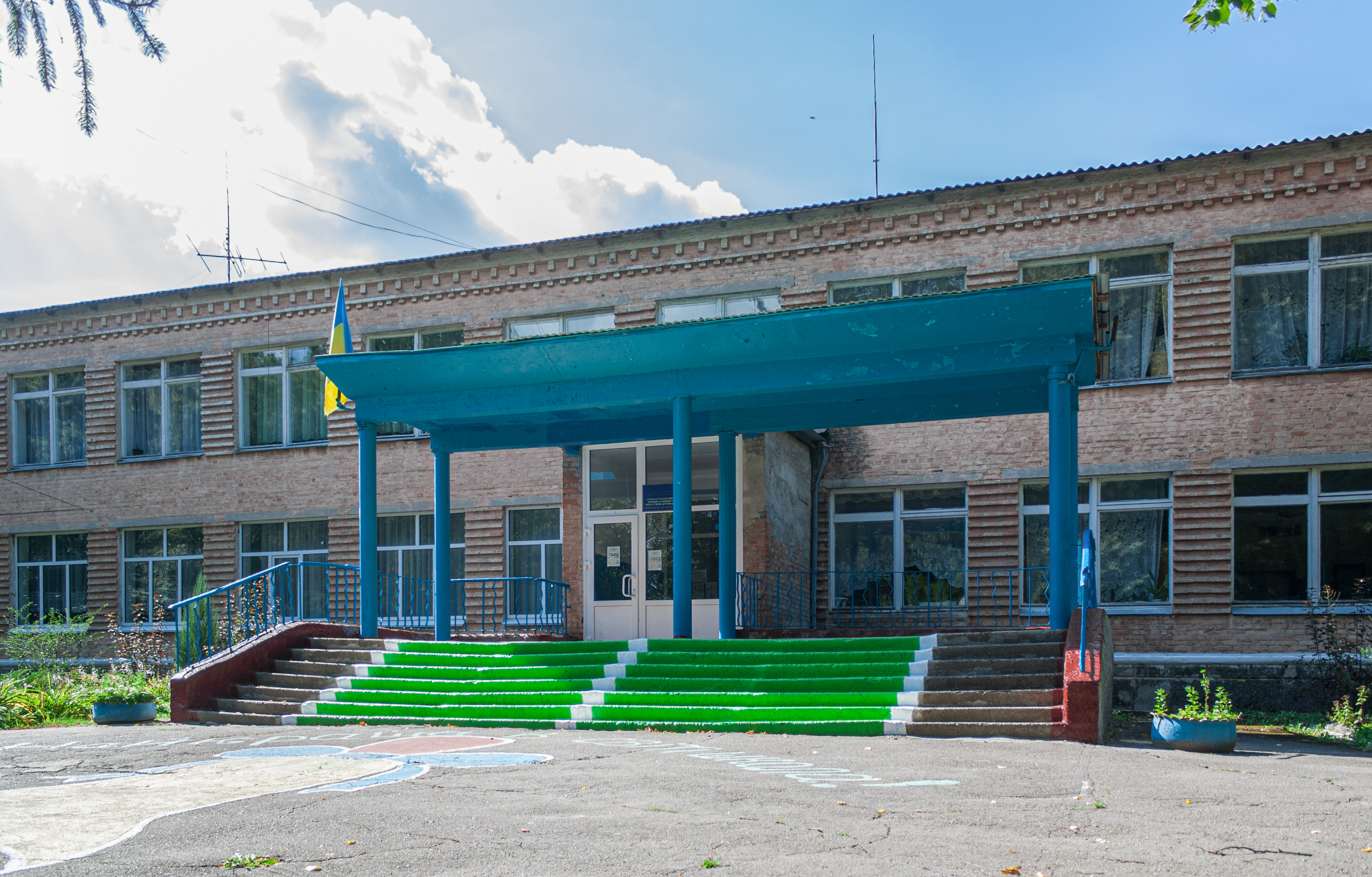
Школа
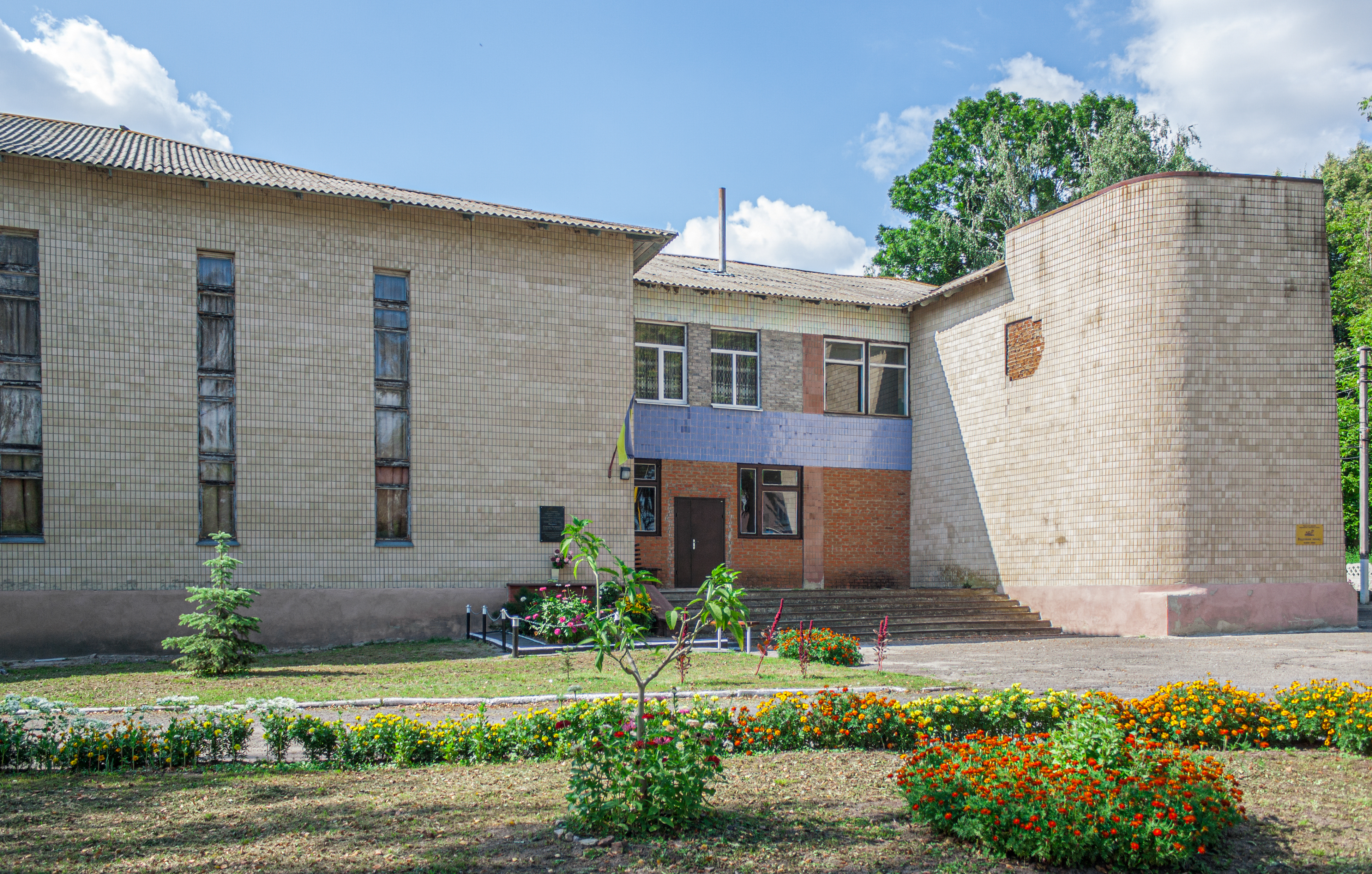
Будинок культури
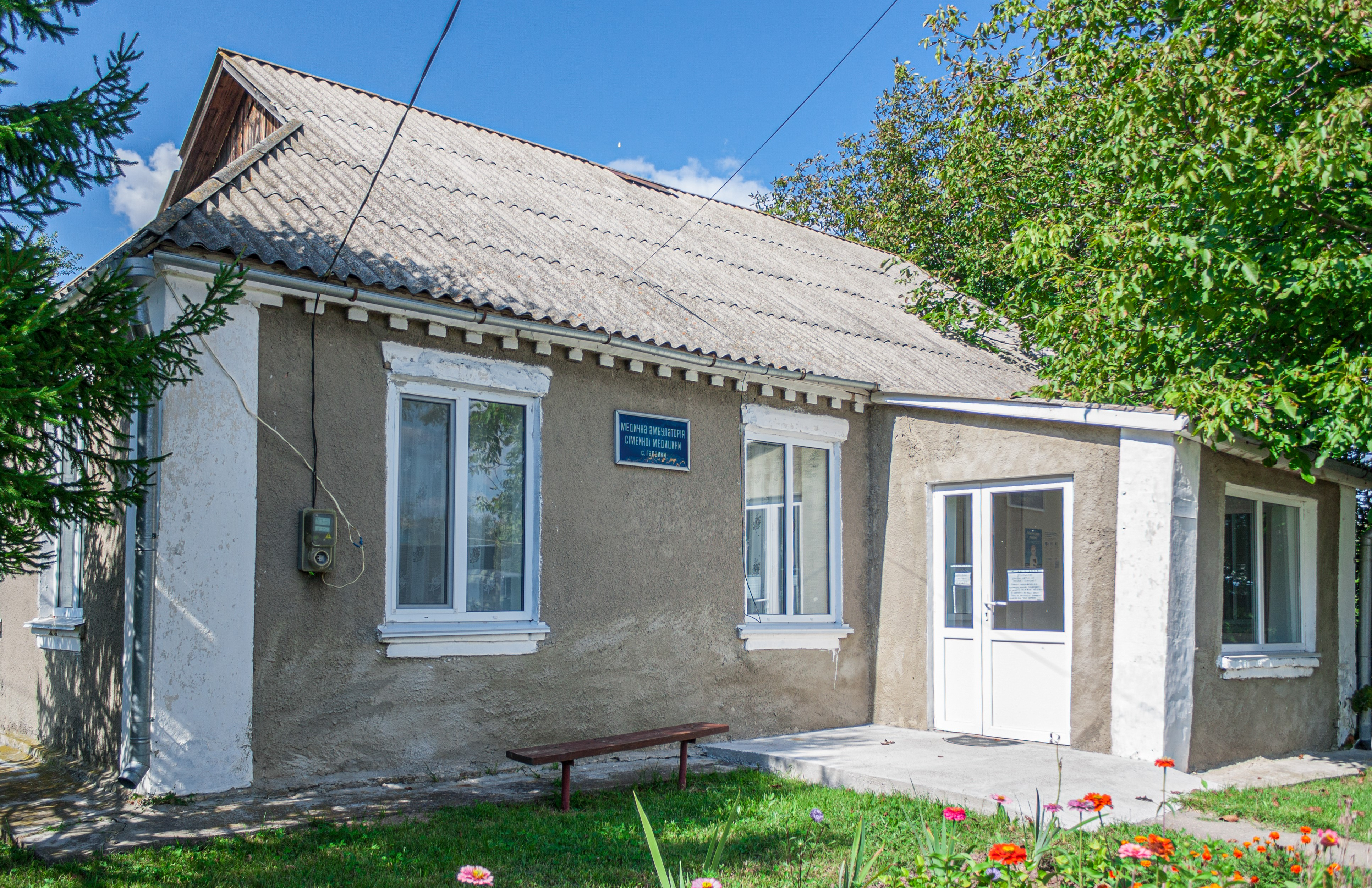
Амбулаторія
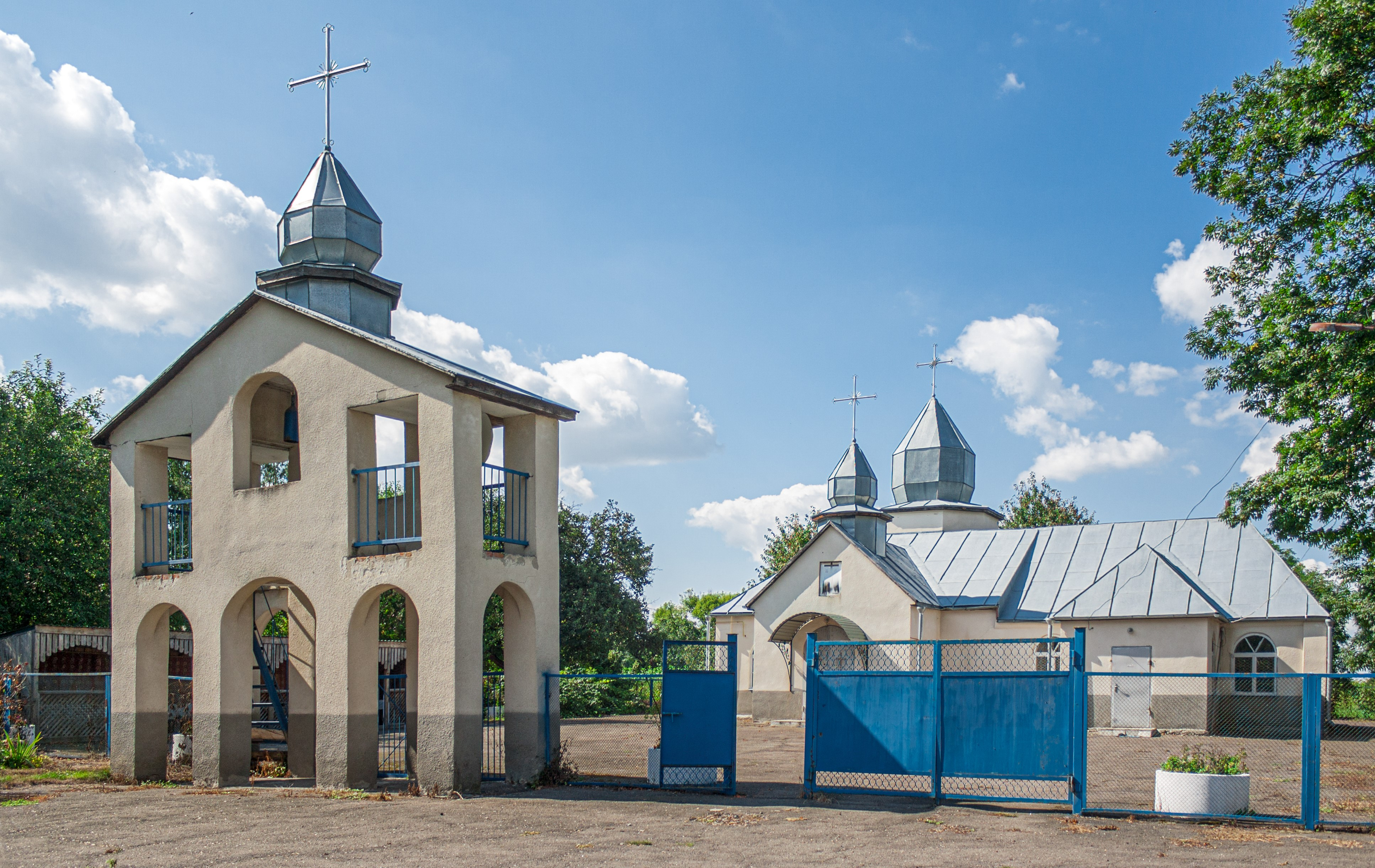
Церква
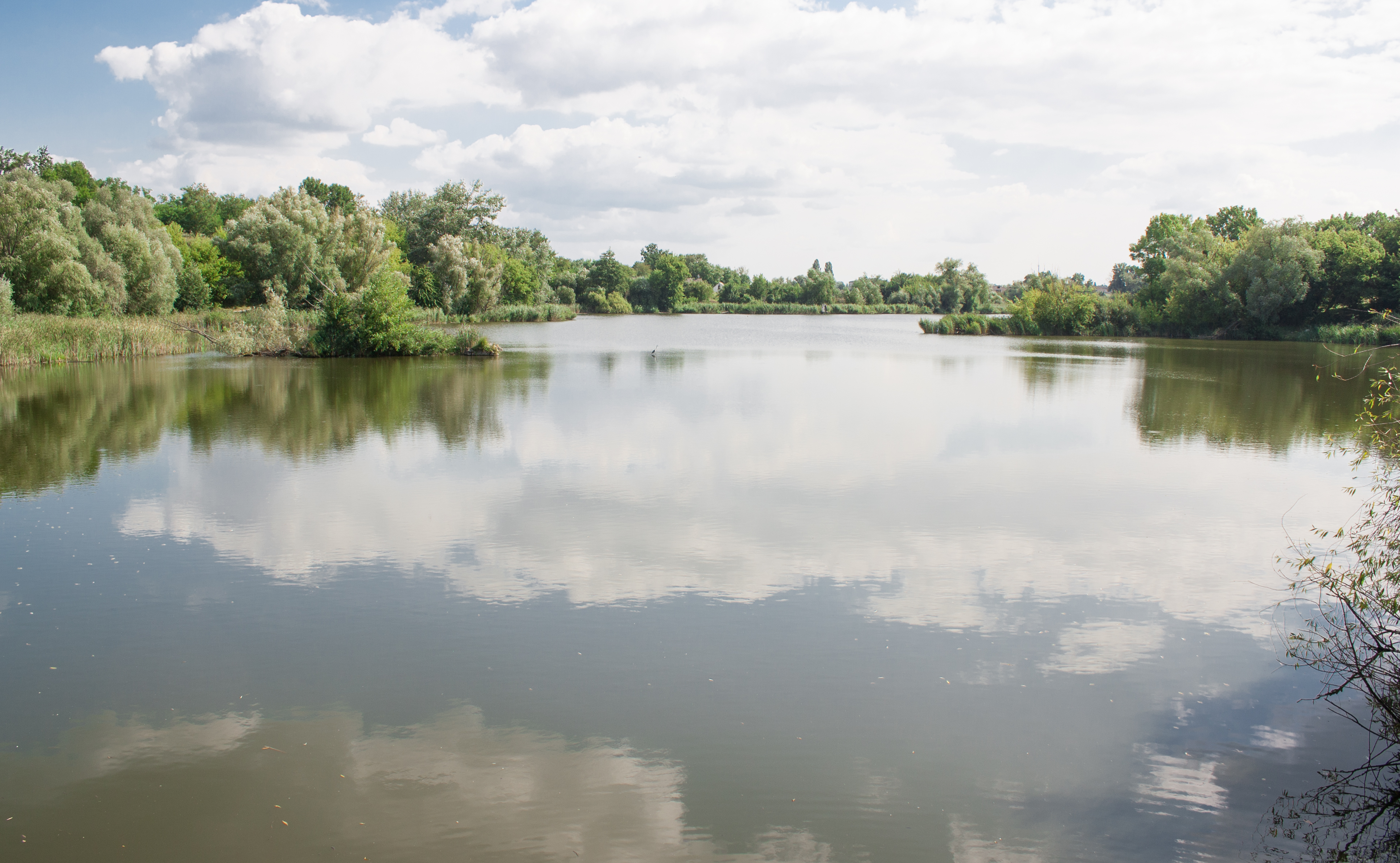
Ставок на річці Молочна
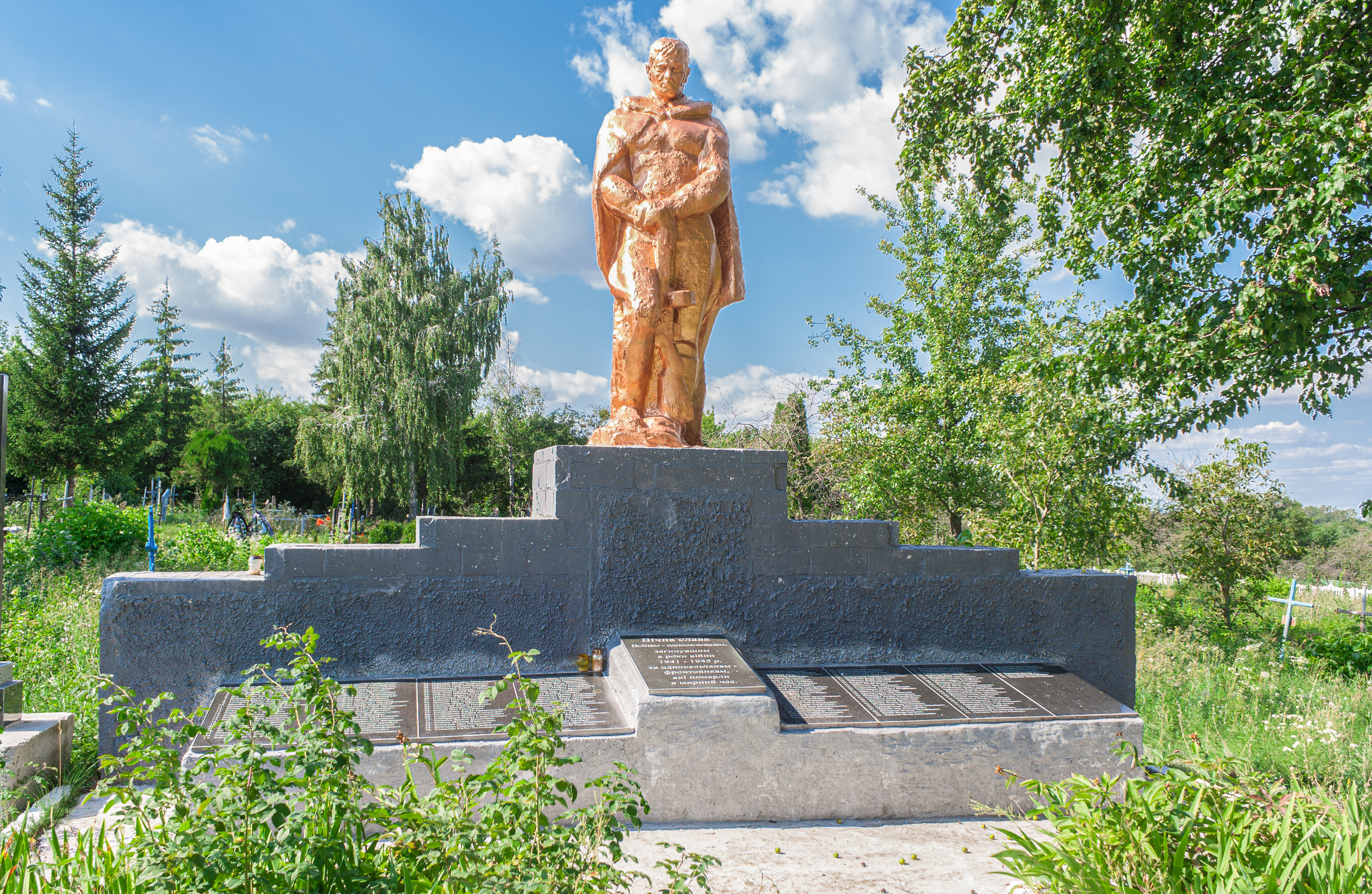
Пам'ятник воїнам-односельцям
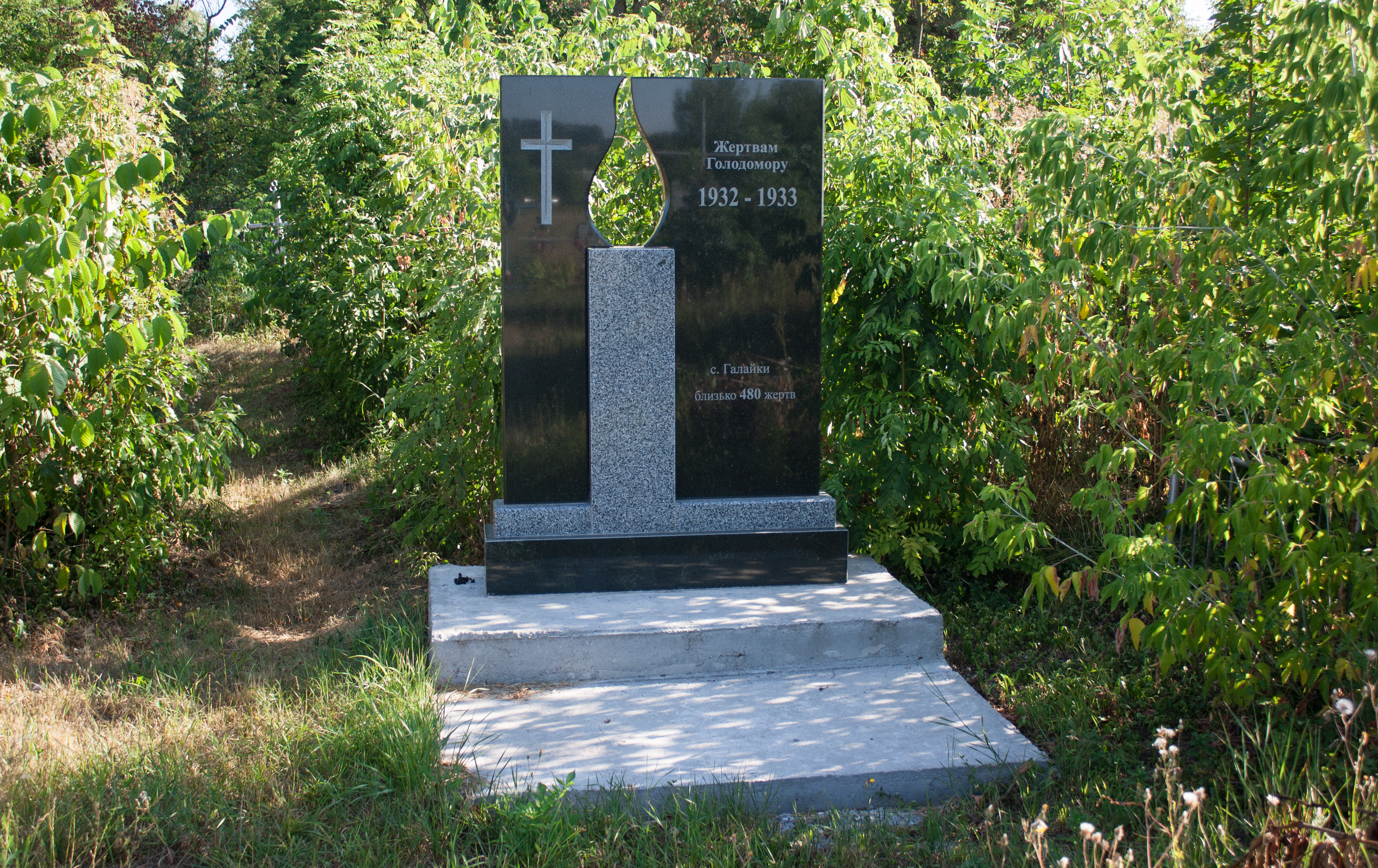
Пам’ятний знак жертвам Голодомору

## Відомі люди
- Яремич Степан Петрович — мистецтвознавець і митець, народився у селі 1869 року.
- Михайлик Анатолій Григорович — професор, кандидат педагогічних наук.